# せきれい賞
せきれい賞（せきれいしょう）は岩手県競馬組合が盛岡競馬場で施行する地方競馬の重賞（M2）競走（平地競走）である。正式名称は「報知新聞杯 せきれい賞」。競走名は盛岡市の市鳥であるセキレイに因む。

## 概要
1979年に創設。長らくアラブ系のオープン特別競走としてダートコースで行われていたが、1996年に盛岡競馬場が移転すると、1998年よりサラブレッド系の芝コースの特別競走として施行され、2000年より重賞競走に格上げされた。
出走条件は重賞に格上げとなった当初は東北地区交流、2002年は東日本と九州地区、2003年から2024年までは地方競馬全国交流で行われていたが2025年は岩手所属限定戦となる。馬齢はいずれもサラブレッド系3歳以上。
施行距離は重賞格上げ前の1998年から芝1600mで、2003年に芝2400mに延長されて現在に至る（なお2024年は芝コースの走路状況悪化のためダート2000mに変更された）。
2016年に岩手競馬で重賞格付け制度が開始され、M2に格付けされた。
中央競馬の天皇賞（秋）のステップ競走へのブロック代表馬選定競走としても施行されており、優勝馬はオールカマー、毎日王冠、京都大賞典のいずれかの出走可能となる。さらにこのいずれかの競走で上位2着までに入賞すると、天皇賞（秋）へ出走可能となる。
本競走は2008年からスタリオンシリーズ競走に指定されている。

### 条件・賞金等（2025年）
条件
出走条件はサラブレッド系3歳以上、岩手所属。
負担重量
定量、3歳55kg、4歳以上57kg、牝馬2kg減。
賞金等
賞金額は、1着500万円、2着175万円、3着100万円、4着65万円、5着35万円、着外手当は5万円。
副賞
報知新聞社賞、株式会社優駿賞、盛岡市長賞、開催執務委員長賞。
(株)優駿が協賛し、アルクトスの配合権利が優勝馬馬主への副賞となっている。
優先出走権付与
3着以上の馬に、岩手県知事杯OROカップの優先出走権が付与される。

## 歴史
- 1979年 - 旧・盛岡競馬場のダートコースで行われるアングロアラブ系4歳（現3歳）以上の岩手所属馬による特別競走「せきれい賞」として創設。
- 1996年 - この年から現在の盛岡競馬場「OROパーク」の開催に移行。
- 1998年
  - 施行距離を芝1600mに変更。
  - 出走条件を「アングロアラブ系4歳（現3歳）以上の岩手所属馬」から「サラブレッド系4歳（現3歳）以上の岩手所属馬」に変更。
- 2000年
  - 重賞競走に格上げ。
  - 東北地区交流競走として施行され、出走条件を「サラブレッド系4歳（現3歳）以上の岩手・上山・新潟所属馬」に変更。
- 2001年 - 馬齢表示の国際基準への変更に伴い、出走条件を「サラブレッド系4歳以上の岩手・上山・新潟所属馬」から出走条件を「サラブレッド系3歳以上の岩手・上山・新潟所属馬」に変更。
- 2002年 - 当年のみ、東日本・九州地区交流競走として施行、出走条件を「サラブレッド系3歳以上の北海道・岩手・上山・北関東・南関東・九州所属馬」に変更。
- 2003年
  - 施行距離を現在の芝2400mに変更。
  - この年から地方競馬全国交流競走として施行され、出走条件を「サラブレッド系3歳以上の地方所属馬」に変更。
- 2005年
  - 岩手のサイレントグリーンが史上初の連覇。
  - 岩手の板垣吉則が騎手として史上初の連覇。
  - 岩手の千葉博が調教師として史上初の連覇。
- 2007年 - 岩手のサイレントグリーンが当競走で史上初の3度目の優勝。
- 2008年 - スタリオンシリーズ競走に指定。
- 2010年
  - 川崎のコスモヴァシュランが史上2頭目の連覇。
  - 川崎の町田直希が騎手として史上2人目の連覇。
  - 川崎の河津裕昭が調教師として史上2人目の連覇。
- 2024年
  - 施行時期を7月上旬に変更。
  - 芝コースが走路状況悪化のためダート2000mに変更。
- 2025年 - 岩手所属馬限定に出走条件変更。

## 歴代優勝馬
| 回数   | 施行日        | 優勝馬             | 性齢 | 所属   | タイム  | 優勝騎手   | 管理調教師 | 馬主                   |
| ------ | ------------- | ------------------ | ---- | ------ | ------- | ---------- | ---------- | ---------------------- |
| 第22回 | 2000年8月14日 | シリアスゲーム     | 牡6  | 盛岡   | 1:37.9  | 山本裕次郎 | 田村光則   | 鈴木可一               |
| 第23回 | 2001年7月22日 | メイセイユウシャ   | 牡5  | 水沢   | 1:37.0  | 小林俊彦   | 佐々木修一 | （有）明正商事         |
| 第24回 | 2002年7月21日 | メタルカラー       | 牡4  | 高崎   | 1:37.8  | 茂呂菊次郎 | 木村昌志   | （資）コスギ           |
| 第25回 | 2003年7月20日 | サクラティアラ     | 牝5  | 盛岡   | 2:31.8  | 沢田盛夫利 | 葛西勝幸   | 櫻井和子               |
| 第26回 | 2004年7月25日 | サイレントグリーン | 牡4  | 水沢   | 2:30.3  | 板垣吉則   | 千葉博     | 道地房男               |
| 第27回 | 2005年7月31日 | サイレントグリーン | 牡5  | 水沢   | 2:33.7  | 板垣吉則   | 千葉博     | 道地房男               |
| 第28回 | 2006年7月30日 | ジェーピーバトル   | 牡6  | 水沢   | 2:31.8  | 菅原勲     | 佐藤浩一   | 高橋一己               |
| 第29回 | 2007年7月15日 | サイレントグリーン | 牡7  | 水沢   | 2:32.6  | 板垣吉則   | 千葉博     | 道地房男               |
| 第30回 | 2008年7月20日 | ボスアミーゴ       | 牡4  | 水沢   | 2:31.0  | 菅原勲     | 鈴木七郎   | 千葉浩                 |
| 第31回 | 2009年7月19日 | コスモヴァシュラン | 牡5  | 川崎   | 2:34.7  | 町田直希   | 河津裕昭   | 林明道                 |
| 第32回 | 2010年7月18日 | コスモヴァシュラン | 牡6  | 川崎   | 2:31.5  | 町田直希   | 河津裕昭   | 林明道                 |
| 第33回 | 2011年7月17日 | マチカネカミカゼ   | 牡6  | 北海道 | 2:30.6  | 服部茂史   | 田中淳司   | 定蛇邦宏               |
| 第34回 | 2012年7月22日 | ピサノエミレーツ   | 牡7  | 大井   | 2:32.0  | 坂井英光   | 松浦裕之   | 市川義美               |
| 第35回 | 2013年8月4日  | ヒビケジンダイコ   | 牡7  | 水沢   | 2:32.4  | 村上忍     | 板垣吉則   | 渡邊善治郎             |
| 第36回 | 2014年8月3日  | カリバーン         | 騸7  | 大井   | 2:31.1  | 吉原寛人   | 藤田輝信   | （有）社台レースホース |
| 第37回 | 2015年8月2日  | レジェンドロック   | 牡3  | 水沢   | 2:31.5  | 山本聡哉   | 瀬戸幸一   | 千葉浩                 |
| 第38回 | 2016年7月31日 | パーティメーカー   | 牡4  | 浦和   | 2:31.2  | 山本政聡   | 小久保智   | 山口裕介               |
| 第39回 | 2017年7月30日 | サンエイゴールド   | 牡4  | 水沢   | 2:34.0  | 山本聡哉   | 瀬戸幸一   | 鈴木雅俊               |
| 第40回 | 2018年7月29日 | サンエイゴールド   | 牡5  | 水沢   | 2:33.3  | 山本聡哉   | 瀬戸幸一   | 鈴木雅俊               |
| 第41回 | 2019年7月28日 | ダイワリベラル     | 牡8  | 水沢   | 2:32.7  | 菅原俊吏   | 伊藤和     | 鶴谷厚子               |
| 第42回 | 2020年8月2日  | アップクォーク     | 騸7  | 園田   | 2:29.9  | 鈴木祐     | 新井隆太   | 山口正行               |
| 第43回 | 2021年8月1日  | ロードクエスト     | 牡8  | 大井   | 2:30.1  | 山崎誠士   | 渡邉和雄   | 中村伊三美             |
| 第44回 | 2022年7月31日 | アトミックフォース | 牡6  | 船橋   | 2:28.5R | 山本聡哉   | 山下貴之   | （株）レックス         |
| 第45回 | 2023年7月30日 | ヴィゴーレ         | 牡5  | 大井   | 2:28.9  | 矢野貴之   | 高野毅     | 前田幸治               |
| 第46回 | 2024年7月7日  | ライアン           | 牡5  | 水沢   | 2:04.8  | 山本聡哉   | 佐藤浩一   | 島川隆哉               |
| 第47回 | 2025年7月27日 | ゴールドギア       | 牡10 | 水沢   | 2:31.2  | 高橋悠里   | 伊藤和忍   | 小橋亮太               |

- 2000年以前の優勝馬の馬齢は旧表記を用いる。
- タイム欄のRはコースレコードを示す。

#### 各回競走結果の出典
- せきれい賞 歴代優勝馬 - 地方競馬全国協会
- JBISサーチ
  - 2000年，2001年，2002年，2003年，2004年，2005年，2006年，2007年，2008年，2009年，2010年，2011年，2012年，2013年，2014年，2015年，2016年，2017年，2018年，2019年，2020年，2021年，2022年，2023年，2025年